# Тихвинская церковь (Козьмодемьянск)
Тихвинская церковь (Церковь иконы Божией Матери «Тихвинская») — храм Йошкар-Олинской епархии Русской православной церкви в городе Козьмодемьянске Республики Марий Эл. Памятник архитектуры.

## История
Храм построен в 1827 году на средства прихожан. Главный престол освящён в честь Тихвинской иконы Божией Матери, а боковой придел — в честь трёх святителей: Василия Великого, Григория Богослова и Иоанна Златоуста.
Храм закрыт в 1930-х годах, а в здании разместили пивоваренный завод. В этот период храм был обезображен,  в том числе надстройкой второго этажа над трапезной.
В конце 2011 года создана инициативная группа по восстановлению храма. Работы начались в мае 2012 года, а летом того же года в храме проведены первые после закрытия молебны. 5 октября 2013 года над главным куполом воздвигнут крест. В последующие годы велись работы по восстановлению архитектурного облика храма, в том числе снесена надстройка, оштукатурены стены, залиты полы, закончено оформление алтаря. 14 декабря 2019 года иеромонах Серафим (Панасаев) совершил первую литургию.

## Архитектура
Кирпичный храм в стиле высокого классицизма. К четверику, несущему массивную купольную ротонду, присоединены полукруглый алтарь, боковые портики и трапезная с Трёхсвятительским приделом, завершённая колокольней.